# Arie Kaan
Arie Jan Kaan (Haarlem, 22 december 1901 – Heijen, 8 oktober 1991) was een Nederlandse atleet, die zich had toegelegd op de 110 m horden. Hij werd in 1926 Nederlands kampioen en nam in 1928 deel aan de Olympische Spelen.

## Loopbaan
Kaan, die zijn voornaamste successen behaalde in de jaren twintig van de 20e eeuw, was lid van AV Haarlem, de atletiekvereniging waar hij in de periode 1923 tot en met 1930 in totaal negenmaal een clubrecord verbeterde, zevenmaal op de 110 en tweemaal op de 200 m horden. In 1926 behaalde hij zijn eerste en enige nationale titel, in een tijd van 16,3 s (ter vergelijking: het Nederlandse record stond in die tijd op 15,5 s).
In 1928 maakte Arie Kaan deel uit van de grote Nederlandse afvaardiging naar de Olympische Spelen in Amsterdam. De Haarlemmer kwam er uit op zijn specialiteit, de 110 m horden, maar slaagde er niet in om zich te kwalificeren voor de volgende ronde. Hij werd in zijn serie vierde.
Kaan, wolhandelaar in het dagelijks leven, had een tien jaar jongere broer Wim, die in eigen land nog succesvoller was dan zijn oudere broer. In het begin van de jaren dertig kon je het tweetal op wedstrijden vaak samen in actie zien en meestal liepen ze vooraan. Zo werd er in 1932 op het Haarlem-terrein een wedstrijd georganiseerd, waarin de gebroeders Kaan het opnamen tegen de rest van Nederland. In naast elkaar gelegen banen stormden de broers zij aan zij in dezelfde tijd (15,9) als eersten over de finish.
Hoewel Arie de oudste van de twee was, overleefde hij zijn broer met acht jaar.

## Nederlandse kampioenschappen
| Onderdeel    | Jaar |
| ------------ | ---- |
| 110 m horden | 1926 |

## Persoonlijke records
| Onderdeel    | Prestatie | Datum            | Plaats    |
| ------------ | --------- | ---------------- | --------- |
| 110 m horden | 15,8 s    | 17 augustus 1930 | Hilversum |
| 200 m horden | 28,0 s    | 15 juni 1930     | Amsterdam |